# Tedaniidae
Famille
Les Tedaniidae forment une famille de spongiaires de l'ordre Poecilosclerida vivant en eau de mer.

## Liste des genres
Selon World Register of Marine Species (22 mai 2016) :
- genre Hemitedania Hallmann, 1914
- genre Strongylamma Hallmann, 1917
- genre Tedania Gray, 1867
- genre Trachytedania Ridley, 1881